# Kanakádes
Kanakádes (Kanakades) är en ort i Grekland.   Den ligger i prefekturen Nomós Kerkýras och regionen Joniska öarna, i den västra delen av landet, 400 km nordväst om huvudstaden Aten. Kanakádes ligger 91 meter över havet och antalet invånare är 204. Den ligger på ön Korfu.
Terrängen runt Kanakádes är kuperad åt nordväst, men åt sydost är den platt. Havet är nära Kanakádes åt sydväst. Runt Kanakádes är det ganska tätbefolkat, med 172 invånare per kvadratkilometer. Närmaste större samhälle är Korfu, 13,9 km öster om Kanakádes. 